# Endiandra hainanensis
Endiandra hainanensis är en lagerväxtart som beskrevs av Merr. & F.P. Metcalf och C.K. Allen. Endiandra hainanensis ingår i släktet Endiandra och familjen lagerväxter. Inga underarter finns listade i Catalogue of Life.